# Henrik Claeson
Henrik Claeson, född 25 juni 2001 i Luleå, är en svensk professionell ishockeyspelare (back) som spelar för Piteå HC i Hockeyettan.
Säsongen 2019-2020 spelade han 2 matcher för Luleå HF i Svenska Hockeyligan.

## Extern länk
- Presentation och statistik för Henrik Claeson som spelare  på Elite Prospects.